# Rio Ch'ŏngch'ŏn
O Ch'ŏngch'ŏn é um rio da Coreia do Norte, tem a sua fonte nas Montanhas Rangrim da província de Chagang e deságua no Mar Amarelo em Sinanju. Seu comprimento total é de 217 km(135 mi), e drena uma bacia de 9,553 km2 (real 3.688 sq mi).

## Zona Importante Para Aves
O estuário do rio foi identificado pela BirdLife International como uma importante Zona Importante para Aves (ZIA), pois ele suporta um número significativo de populações de diversas espécies de aves. Estes incluem gansos-africanos, gansos-campestres, cisne-bravo, cegonhas brancas orientais etc.

## Barragens de usinas hidrelétricas
A Coreia do norte está construindo 10 novas barragens hidrelétricas no Rio Chongchon para estimular o rápido desenvolvimento.

## Incidentes
- Em novembro de 1950, o exército Chinês derrotou decisivamente as forças aliadas na Batalha do Rio Ch'ongch , garantindo a existência da Coreia do Norte durante a Guerra da coreia.
- O desertor Joseph T. White, do Exercito dos EUA morreu afogado neste rio, segundo uma carta enviada a sua família.